# 伯夫勒康
伯夫勒康（法語：Beuvrequen，法語發音：[bœvʁəkɑ̃]）是法国上法蘭西大區加来海峡省的一个市镇，属于滨海布洛涅区。

## 地理
伯夫勒康（50°48'9"N, 1°39'57"E）面积4.75 平方千米，位于法国上法蘭西大區加来海峡省，该省份为法国北部沿海省份，西北濒北海，南至索姆省，东临北部省。
与伯夫勒康接壤的市镇（或旧市镇、城区）包括：马基斯、奥夫勒坦、瓦坎冈、维米勒。

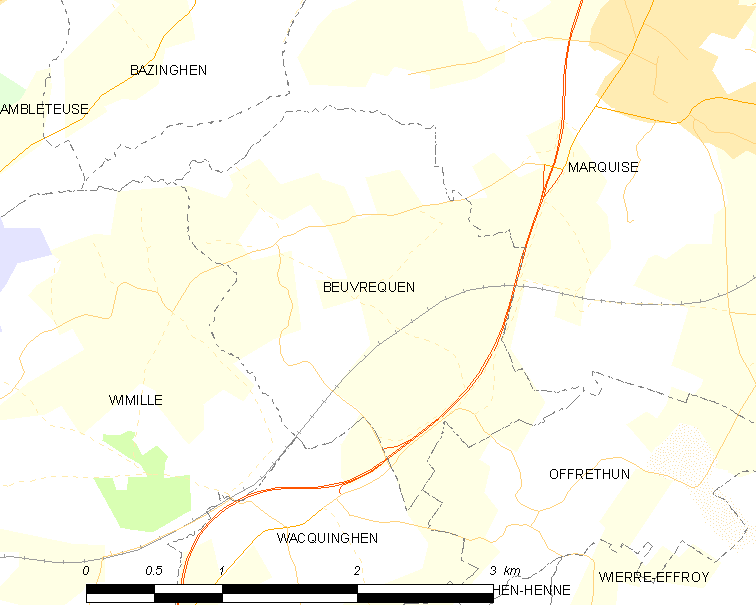
伯夫勒康的OSM定位图

伯夫勒康的时区为UTC+01:00、UTC+02:00（夏令时）。

## 行政
伯夫勒康的邮政编码为62250，INSEE市镇编码为62125。

## 政治
伯夫勒康所属的省级选区为代夫勒县。

## 人口

1962-2008年间伯夫勒康人口变化图示

伯夫勒康于2022年1月1日时的人口数量为459人。